# Zinowiewia matudae
Zinowiewia matudae är en benvedsväxtart som beskrevs av Lundell. Zinowiewia matudae ingår i släktet Zinowiewia och familjen Celastraceae. Inga underarter finns listade.